# Christian Gomis
Christian Gomis (Dakar, 25 agosto 1998) è un calciatore senegalese, difensore del BG Pathum Utd.

## Carriera
Cresciuto nel settore giovanile del Paris Saint-Germain, la sua carriera inizia nel Pacy, nella quinta divisione francese. Nel 2018 viene tesserato dal Cordenons, società militante nel campionato di Eccellenza Friuli-Venezia Giulia. Nel gennaio 2019 si trasferisce all'ÉF Bastia, altro club della quinta divisione francese. Nel mese di luglio fa ritorno alla squadra che lo aveva cresciuto calcisticamente, il Paris Saint-Germain, dove viene aggregato alla rosa della seconda squadra, con cui non viene impiegato. Il 3 ottobre 2020 viene acquistato dalla Lokomotiv Plovdiv, formazione della massima serie bulgara.

## Statistiche

### Presenze e reti nei club
Statistiche aggiornate al 17 giugno 2022.
| Stagione                 | Squadra                  | Campionato               | Campionato | Campionato | Coppe nazionali | Coppe nazionali | Coppe nazionali | Coppe continentali | Coppe continentali | Coppe continentali | Altre coppe | Altre coppe | Altre coppe | Totale | Totale |
| Stagione                 | Squadra                  | Comp                     | Pres       | Reti       | Comp            | Pres            | Reti            | Comp               | Pres               | Reti               | Comp        | Pres        | Reti        | Pres   | Reti   |
| ------------------------ | ------------------------ | ------------------------ | ---------- | ---------- | --------------- | --------------- | --------------- | ------------------ | ------------------ | ------------------ | ----------- | ----------- | ----------- | ------ | ------ |
| 2017-2018                | Pacy                     | N3                       | 7          | 0          |                 | -               | -               |                    | -                  | -                  |             | -           | -           | 7      | 0      |
| gen.-giu. 2019           | ÉF Bastia                | N3                       | 13         | 1          |                 | -               | -               |                    | -                  | -                  |             | -           | -           | 13     | 1      |
| ott. 2020-2021           | Lokomotiv Plovdiv        | 1L                       | 17+4       | 1+0        | CB              | 3               | 0               |                    | -                  | -                  |             | -           | -           | 24     | 1      |
| 2021-2022                | Lokomotiv Plovdiv        | 1L                       | 22+6       | 0          | CB              | 3               | 1               | UECL               | 4                  | 0                  |             | -           | -           | 35     | 1      |
| Totale Lokomotiv Plovdiv | Totale Lokomotiv Plovdiv | Totale Lokomotiv Plovdiv | 49         | 1          |                 | 6               | 1               |                    | 4                  | 0                  |             | -           | -           | 59     | 2      |
| Totale carriera          | Totale carriera          | Totale carriera          | 69         | 2          |                 | 6               | 1               |                    | 4                  | 0                  |             | -           | -           | 79     | 3      |

## Palmarès

### Club

#### Competizioni nazionali
- Thai League Cup: 1

BG Pathum Utd: 2024